# Mount Brockelsby
Mount Brockelsby ist ein 1290 m hoher Berg im ostantarktischen Enderbyland. Er ragt 11 km nördlich des Simpson Peak in den Scott Mountains auf.
Kartiert wurde der Berg anhand von Luftaufnahmen, die 1956 im Rahmen der Australian National Antarctic Research Expeditions entstanden. Das Antarctic Names Committee of Australia (ANCA) benannte ihn nach W. Keith Brockelsby, Ionosphärenphysiker auf der Mawson-Station im Jahr 1961.